# Tour de Langkawi 2020
La 25.ª edición de la competición ciclista Tour de Langkawi (llamado oficialmente: PETRONAS Le Tour de Langkawi) fue una carrera de ciclismo en ruta por etapas que se celebró entre el 7 y el 14 de febrero de 2020 en Malasia con inicio en la ciudad de Kuching y final en la ciudad de Kuah sobre un recorrido de 1114,9 kilómetros.
La carrera formó parte del UCI ProSeries 2020, calendario ciclístico mundial de segunda división, dentro de la categoría UCI 2.Pro. El vencedor final fue el italiano Danilo Celano del Sapura. Completaron el podio, como segundo y tercer clasificado respectivamente, el kazajo Yevgeniy Fedorov del Vino-Astana Motors y el ruso Artem Ovechkin del Terengganu Inc-TSG.

## Equipos participantes
Tomaron parte en la carrera 21 equipos: 1 de categoría UCI WorldTeam invitado por la organización, 5 de categoría UCI ProTeam, 14 de categoría Continental y la selección nacional de Malasia. Formaron así un pelotón de 123 ciclistas de los que acabaron 107. Los equipos participantes fueron:
| WorldTeam- NTT Pro Cycling ProTeams (5)- Androni Giocattoli-Sidermec - Bardiani CSF Faizanè - Vini Zabù-KTM - B&B Hotels-Vital Concept p/b KTM - Nippo Delko One Provence Equipos continentales (13)- Aisan Racing Team - Team BridgeLane - PGN Road Cycling Team - KSPO Professional - ARA Pro Racing Sunshine Coast - SSOIS Miogee - St George Continental Cycling Team - Sapura - Terengganu Inc-TSG Cycling Team - Thailand Continental Cycling Team - Vino-Astana Motors - Wildlife Generation Pro Cycling - Utsunomiya Blitzen Equipos nacionales (2)- Hong Kong - Malasia |
| |

## Recorrido
El Tour de Langkawi dispuso de ocho etapas dividido en cinco etapas llanas, dos de media montaña, y una etapa de montaña para un recorrido total de 1114,9 kilómetros.
| Etapa     | Fecha     | Recorrido                     | type             | Distancia (km) | Ganador           | Líder             |
| --------- | --------- | ----------------------------- | ---------------- | -------------- | ----------------- | ----------------- |
| 1.ª etapa | 7 de feb  | Kuching – Kuching             | etapa llana      | 96,2           | Yevgueni Fiodorov | Yevgueni Fiodorov |
| 2.ª etapa | 8 de feb  | Kuala Terengganu – Kerteh     | etapa llana      | 175,5          | Taj Jones         | Yevgueni Fiodorov |
| 3.ª etapa | 9 de feb  | Temerloh – Torres Petronas    | etapa llana      | 162,5          | Max Walscheid     | Yevgueni Fiodorov |
| 4.ª etapa | 10 de feb | Putrajaya – Genting Highlands | etapa de montaña | 124,7          | Kevin Rivera      | Danilo Celano     |
| 5.ª etapa | 11 de feb | Kuala Kubu Bharu – Ipoh       | etapa escarpada  | 165,8          | Mohd Harrif Saleh | Danilo Celano     |
| 6.ª etapa | 12 de feb | Taiping – isla de Penang      | etapa llana      | 151,3          | Hideto Nakane     | Danilo Celano     |
| 7.ª etapa | 13 de feb | Bagan Datoh – Alor Setar      | etapa escarpada  | 130,4          | Mohd Harrif Saleh | Danilo Celano     |
| 8.ª etapa | 14 de feb | Dataran Lang – Kuah           | etapa escarpada  | 108,5          | Max Walscheid     | Danilo Celano     |

## Desarrollo de la carrera

### 1.ª etapa
| Kuching - Kuching | etapa llana | (96,2 km) |

| \| Clasificación de la etapa \| Clasificación de la etapa \| Clasificación de la etapa \| Clasificación de la etapa \| Clasificación de la etapa \| \| Ciclista \| Ciclista \| Equipo \| Tiempo \| \| \| ------------------------- \| ---------------------------- \| --------------------------------- \| ------------------------- \| ------------------------- \| \| 1.º \| Yevgueni Fiodorov \| Vino-Astana Motors \| 1 h 51 min 01 s \| \| \| 2.º \| Thurakit Boonratanathanakorn \| Thailand Continental Cycling Team \| + 3 s \| \| \| 3.º \| Ahmet Örken \| Team Sapura Cycling \| + 1 min 07 s \| \| \| 4.º \| Max Walscheid \| NTT Pro Cycling \| + 1 min 07 s \| \| \| 5.º \| Matteo Pelucchi \| Bardiani CSF Faizanè \| + 1 min 07 s \| \| \| 6.º \| Geórgios Boúglas \| SSOIS Miogee Cycling Team \| + 1 min 07 s \| \| \| 7.º \| Taj Jones \| ARA Pro Racing Sunshine Coast \| + 1 min 07 s \| \| \| 8.º \| Giovanni Lonardi \| Bardiani CSF Faizanè \| + 1 min 07 s \| \| \| 9.º \| Luca Pacioni \| Androni Giocattoli-Sidermec \| + 1 min 07 s \| \| \| 10.º \| Mohd Harrif Saleh \| Terengganu Inc-TSG Cycling Team \| + 1 min 07 s \| \| |                              |                                   |                 |
| |                              |                                   |                 |
| Fuente: ProCyclingStats |                              |                                   |                 |
| Clasificación de la etapa |                              |                                   |                 |
| Ciclista | Ciclista                     | Equipo                            | Tiempo          |
| 1.º | Yevgueni Fiodorov            | Vino-Astana Motors                | 1 h 51 min 01 s |
| 2.º | Thurakit Boonratanathanakorn | Thailand Continental Cycling Team | + 3 s           |
| 3.º | Ahmet Örken                  | Team Sapura Cycling               | + 1 min 07 s    |
| 4.º | Max Walscheid                | NTT Pro Cycling                   | + 1 min 07 s    |
| 5.º | Matteo Pelucchi              | Bardiani CSF Faizanè              | + 1 min 07 s    |
| 6.º | Geórgios Boúglas             | SSOIS Miogee Cycling Team         | + 1 min 07 s    |
| 7.º | Taj Jones                    | ARA Pro Racing Sunshine Coast     | + 1 min 07 s    |
| 8.º | Giovanni Lonardi             | Bardiani CSF Faizanè              | + 1 min 07 s    |
| 9.º | Luca Pacioni                 | Androni Giocattoli-Sidermec       | + 1 min 07 s    |
| 10.º | Mohd Harrif Saleh            | Terengganu Inc-TSG Cycling Team   | + 1 min 07 s    |

| \| Clasificación general \| Clasificación general \| Clasificación general \| Clasificación general \| Clasificación general \| \| Ciclista \| Ciclista \| Equipo \| Tiempo \| \| \| --------------------- \| ---------------------------- \| ---------------------------------- \| --------------------- \| --------------------- \| \| 1.º \| Yevgueni Fiodorov \| Vino-Astana Motors \| 1 h 51 min 01 s \| \| \| 2.º \| Thurakit Boonratanathanakorn \| Thailand Continental Cycling Team \| + 9 s \| \| \| 3.º \| Ahmet Örken \| Team Sapura Cycling \| + 1 min 29 s \| \| \| 4.º \| Ben Van Dam \| Team BridgeLane \| + 1 min 31 s \| \| \| 5.º \| Aiman Cahyadi \| Mula Cycling Team \| + 1 min 32 s \| \| \| 6.º \| Michael Vink \| St George Continental Cycling Team \| + 1 min 32 s \| \| \| 7.º \| Bernard Van Aert \| Mula Cycling Team \| + 1 min 32 s \| \| \| 8.º \| Max Walscheid \| NTT Pro Cycling \| + 1 min 33 s \| \| \| 9.º \| Matteo Pelucchi \| Bardiani CSF Faizanè \| + 1 min 33 s \| \| \| 10.º \| Geórgios Boúglas \| SSOIS Miogee Cycling Team \| + 1 min 33 s \| \| |                              |                                    |                 |
| |                              |                                    |                 |
| Fuente: ProCyclingStats |                              |                                    |                 |
| Clasificación general |                              |                                    |                 |
| Ciclista | Ciclista                     | Equipo                             | Tiempo          |
| 1.º | Yevgueni Fiodorov            | Vino-Astana Motors                 | 1 h 51 min 01 s |
| 2.º | Thurakit Boonratanathanakorn | Thailand Continental Cycling Team  | + 9 s           |
| 3.º | Ahmet Örken                  | Team Sapura Cycling                | + 1 min 29 s    |
| 4.º | Ben Van Dam                  | Team BridgeLane                    | + 1 min 31 s    |
| 5.º | Aiman Cahyadi                | Mula Cycling Team                  | + 1 min 32 s    |
| 6.º | Michael Vink                 | St George Continental Cycling Team | + 1 min 32 s    |
| 7.º | Bernard Van Aert             | Mula Cycling Team                  | + 1 min 32 s    |
| 8.º | Max Walscheid                | NTT Pro Cycling                    | + 1 min 33 s    |
| 9.º | Matteo Pelucchi              | Bardiani CSF Faizanè               | + 1 min 33 s    |
| 10.º | Geórgios Boúglas             | SSOIS Miogee Cycling Team          | + 1 min 33 s    |

### 2.ª etapa
| Kuala Terengganu - Kerteh | etapa llana | (175,5 km) |

| \| Clasificación de la etapa \| Clasificación de la etapa \| Clasificación de la etapa \| Clasificación de la etapa \| Clasificación de la etapa \| \| Ciclista \| Ciclista \| Equipo \| Tiempo \| \| \| ------------------------- \| ------------------------- \| -------------------------------- \| ------------------------- \| ------------------------- \| \| 1.º \| Taj Jones \| ARA Pro Racing Sunshine Coast \| 4 h 05 min 29 s \| \| \| 2.º \| Max Walscheid \| NTT Pro Cycling \| + 0 s \| \| \| 3.º \| Jérémy Lecroq \| B&B Hotels-Vital Concept p/b KTM \| + 0 s \| \| \| 4.º \| Riccardo Minali \| Nippo-Delko One Provence \| + 0 s \| \| \| 5.º \| Mohd Harrif Saleh \| Terengganu Inc-TSG Cycling Team \| + 0 s \| \| \| 6.º \| Matteo Pelucchi \| Bardiani CSF Faizanè \| + 0 s \| \| \| 7.º \| Tristan Ward \| Team BridgeLane \| + 0 s \| \| \| 8.º \| Geórgios Boúglas \| SSOIS Miogee Cycling Team \| + 0 s \| \| \| 9.º \| Luca Pacioni \| Androni Giocattoli-Sidermec \| + 0 s \| \| \| 10.º \| Keigo Kusaba \| Aisan Racing Team \| + 0 s \| \| |                   |                                  |                 |
| |                   |                                  |                 |
| Fuente: ProCyclingStats |                   |                                  |                 |
| Clasificación de la etapa |                   |                                  |                 |
| Ciclista | Ciclista          | Equipo                           | Tiempo          |
| 1.º | Taj Jones         | ARA Pro Racing Sunshine Coast    | 4 h 05 min 29 s |
| 2.º | Max Walscheid     | NTT Pro Cycling                  | + 0 s           |
| 3.º | Jérémy Lecroq     | B&B Hotels-Vital Concept p/b KTM | + 0 s           |
| 4.º | Riccardo Minali   | Nippo-Delko One Provence         | + 0 s           |
| 5.º | Mohd Harrif Saleh | Terengganu Inc-TSG Cycling Team  | + 0 s           |
| 6.º | Matteo Pelucchi   | Bardiani CSF Faizanè             | + 0 s           |
| 7.º | Tristan Ward      | Team BridgeLane                  | + 0 s           |
| 8.º | Geórgios Boúglas  | SSOIS Miogee Cycling Team        | + 0 s           |
| 9.º | Luca Pacioni      | Androni Giocattoli-Sidermec      | + 0 s           |
| 10.º | Keigo Kusaba      | Aisan Racing Team                | + 0 s           |

| \| Clasificación general \| Clasificación general \| Clasificación general \| Clasificación general \| Clasificación general \| \| Ciclista \| Ciclista \| Equipo \| Tiempo \| \| \| --------------------- \| ---------------------------- \| --------------------------------- \| --------------------- \| --------------------- \| \| 1.º \| Yevgueni Fiodorov \| Vino-Astana Motors \| 5 h 56 min 14 s \| \| \| 2.º \| Thurakit Boonratanathanakorn \| Thailand Continental Cycling Team \| + 9 s \| \| \| 3.º \| Taj Jones \| ARA Pro Racing Sunshine Coast \| + 1 min 23 s \| \| \| 4.º \| Nur Aiman Zariff \| Team Sapura Cycling \| + 1 min 24 s \| \| \| 5.º \| Max Walscheid \| NTT Pro Cycling \| + 1 min 27 s \| \| \| 6.º \| Ahmet Örken \| Team Sapura Cycling \| + 1 min 29 s \| \| \| 7.º \| Jérémy Lecroq \| B&B Hotels-Vital Concept p/b KTM \| + 1 min 29 s \| \| \| 8.º \| Rylee Field \| Team BridgeLane \| + 1 min 29 s \| \| \| 9.º \| Mattia Viel \| Androni Giocattoli-Sidermec \| + 1 min 30 s \| \| \| 10.º \| Alessandro Iacchi \| Vini Zabù-KTM \| + 1 min 31 s \| \| |                              |                                   |                 |
| |                              |                                   |                 |
| Fuente: ProCyclingStats |                              |                                   |                 |
| Clasificación general |                              |                                   |                 |
| Ciclista | Ciclista                     | Equipo                            | Tiempo          |
| 1.º | Yevgueni Fiodorov            | Vino-Astana Motors                | 5 h 56 min 14 s |
| 2.º | Thurakit Boonratanathanakorn | Thailand Continental Cycling Team | + 9 s           |
| 3.º | Taj Jones                    | ARA Pro Racing Sunshine Coast     | + 1 min 23 s    |
| 4.º | Nur Aiman Zariff             | Team Sapura Cycling               | + 1 min 24 s    |
| 5.º | Max Walscheid                | NTT Pro Cycling                   | + 1 min 27 s    |
| 6.º | Ahmet Örken                  | Team Sapura Cycling               | + 1 min 29 s    |
| 7.º | Jérémy Lecroq                | B&B Hotels-Vital Concept p/b KTM  | + 1 min 29 s    |
| 8.º | Rylee Field                  | Team BridgeLane                   | + 1 min 29 s    |
| 9.º | Mattia Viel                  | Androni Giocattoli-Sidermec       | + 1 min 30 s    |
| 10.º | Alessandro Iacchi            | Vini Zabù-KTM                     | + 1 min 31 s    |

### 3.ª etapa
| Temerloh - Torres Petronas | etapa llana | (162,5 km) |

| \| Clasificación de la etapa \| Clasificación de la etapa \| Clasificación de la etapa \| Clasificación de la etapa \| Clasificación de la etapa \| \| Ciclista \| Ciclista \| Equipo \| Tiempo \| \| \| ------------------------- \| ------------------------- \| ------------------------------- \| ------------------------- \| ------------------------- \| \| 1.º \| Max Walscheid \| NTT Pro Cycling \| 3 h 51 min 42 s \| \| \| 2.º \| Riccardo Minali \| Nippo-Delko One Provence \| + 0 s \| \| \| 3.º \| Ahmet Örken \| Team Sapura Cycling \| + 0 s \| \| \| 4.º \| Geórgios Boúglas \| SSOIS Miogee Cycling Team \| + 0 s \| \| \| 5.º \| Giovanni Lonardi \| Bardiani CSF Faizanè \| + 0 s \| \| \| 6.º \| Alexander Cowan \| Wildlife Generation Pro Cycling \| + 0 s \| \| \| 7.º \| Jamalidin Novardianto \| Mula Cycling Team \| + 0 s \| \| \| 8.º \| Luca Pacioni \| Androni Giocattoli-Sidermec \| + 0 s \| \| \| 9.º \| Mohamad Izzat Abdul Halil \| Malasia \| + 0 s \| \| \| 10.º \| Tristan Ward \| Team BridgeLane \| + 0 s \| \| |                           |                                 |                 |
| |                           |                                 |                 |
| Fuente: ProCyclingStats |                           |                                 |                 |
| Clasificación de la etapa |                           |                                 |                 |
| Ciclista | Ciclista                  | Equipo                          | Tiempo          |
| 1.º | Max Walscheid             | NTT Pro Cycling                 | 3 h 51 min 42 s |
| 2.º | Riccardo Minali           | Nippo-Delko One Provence        | + 0 s           |
| 3.º | Ahmet Örken               | Team Sapura Cycling             | + 0 s           |
| 4.º | Geórgios Boúglas          | SSOIS Miogee Cycling Team       | + 0 s           |
| 5.º | Giovanni Lonardi          | Bardiani CSF Faizanè            | + 0 s           |
| 6.º | Alexander Cowan           | Wildlife Generation Pro Cycling | + 0 s           |
| 7.º | Jamalidin Novardianto     | Mula Cycling Team               | + 0 s           |
| 8.º | Luca Pacioni              | Androni Giocattoli-Sidermec     | + 0 s           |
| 9.º | Mohamad Izzat Abdul Halil | Malasia                         | + 0 s           |
| 10.º | Tristan Ward              | Team BridgeLane                 | + 0 s           |

| \| Clasificación general \| Clasificación general \| Clasificación general \| Clasificación general \| Clasificación general \| \| Ciclista \| Ciclista \| Equipo \| Tiempo \| \| \| --------------------- \| ---------------------------- \| --------------------------------- \| --------------------- \| --------------------- \| \| 1.º \| Yevgueni Fiodorov \| Vino-Astana Motors \| 9 h 47 min 56 s \| \| \| 2.º \| Thurakit Boonratanathanakorn \| Thailand Continental Cycling Team \| + 9 s \| \| \| 3.º \| Max Walscheid \| NTT Pro Cycling \| + 1 min 17 s \| \| \| 4.º \| Ahmet Örken \| Team Sapura Cycling \| + 1 min 22 s \| \| \| 5.º \| Nur Aiman Zariff \| Team Sapura Cycling \| + 1 min 22 s \| \| \| 6.º \| Taj Jones \| ARA Pro Racing Sunshine Coast \| + 1 min 23 s \| \| \| 7.º \| Bernard Van Aert \| Mula Cycling Team \| + 1 min 27 s \| \| \| 8.º \| Geórgios Boúglas \| SSOIS Miogee Cycling Team \| + 1 min 28 s \| \| \| 9.º \| Rylee Field \| Team BridgeLane \| + 1 min 29 s \| \| \| 10.º \| Aiman Cahyadi \| Mula Cycling Team \| + 1 min 32 s \| \| |                              |                                   |                 |
| |                              |                                   |                 |
| Fuente: ProCyclingStats |                              |                                   |                 |
| Clasificación general |                              |                                   |                 |
| Ciclista | Ciclista                     | Equipo                            | Tiempo          |
| 1.º | Yevgueni Fiodorov            | Vino-Astana Motors                | 9 h 47 min 56 s |
| 2.º | Thurakit Boonratanathanakorn | Thailand Continental Cycling Team | + 9 s           |
| 3.º | Max Walscheid                | NTT Pro Cycling                   | + 1 min 17 s    |
| 4.º | Ahmet Örken                  | Team Sapura Cycling               | + 1 min 22 s    |
| 5.º | Nur Aiman Zariff             | Team Sapura Cycling               | + 1 min 22 s    |
| 6.º | Taj Jones                    | ARA Pro Racing Sunshine Coast     | + 1 min 23 s    |
| 7.º | Bernard Van Aert             | Mula Cycling Team                 | + 1 min 27 s    |
| 8.º | Geórgios Boúglas             | SSOIS Miogee Cycling Team         | + 1 min 28 s    |
| 9.º | Rylee Field                  | Team BridgeLane                   | + 1 min 29 s    |
| 10.º | Aiman Cahyadi                | Mula Cycling Team                 | + 1 min 32 s    |

### 4.ª etapa
| Putrajaya - Genting Highlands | etapa de montaña | (124,7 km) |

| \| Clasificación de la etapa \| Clasificación de la etapa \| Clasificación de la etapa \| Clasificación de la etapa \| Clasificación de la etapa \| \| Ciclista \| Ciclista \| Equipo \| Tiempo \| \| \| ------------------------- \| ------------------------- \| -------------------------------- \| ------------------------- \| ------------------------- \| \| 1.º \| Kevin Rivera \| Androni Giocattoli-Sidermec \| 4 h 18 min 55 s \| \| \| 2.º \| Danilo Celano \| Team Sapura Cycling \| + 10 s \| \| \| 3.º \| Artiom Ovechkin \| Terengganu Inc-TSG Cycling Team \| + 43 s \| \| \| 4.º \| Pierpaolo Ficara \| Team Sapura Cycling \| + 1 min 17 s \| \| \| 5.º \| Quentin Pacher \| B&B Hotels-Vital Concept p/b KTM \| + 1 min 17 s \| \| \| 6.º \| Cristian Raileanu \| Team Sapura Cycling \| + 1 min 40 s \| \| \| 7.º \| Hideto Nakane \| Nippo-Delko One Provence \| + 1 min 56 s \| \| \| 8.º \| Lorenzo Fortunato \| Vini Zabù-KTM \| + 2 min 00 s \| \| \| 9.º \| Yevgueni Fiodorov \| Vino-Astana Motors \| + 2 min 07 s \| \| \| 10.º \| Carlos Quintero \| Terengganu Inc-TSG Cycling Team \| + 2 min 07 s \| \| |                   |                                  |                 |
| |                   |                                  |                 |
| Fuente: ProCyclingStats |                   |                                  |                 |
| Clasificación de la etapa |                   |                                  |                 |
| Ciclista | Ciclista          | Equipo                           | Tiempo          |
| 1.º | Kevin Rivera      | Androni Giocattoli-Sidermec      | 4 h 18 min 55 s |
| 2.º | Danilo Celano     | Team Sapura Cycling              | + 10 s          |
| 3.º | Artiom Ovechkin   | Terengganu Inc-TSG Cycling Team  | + 43 s          |
| 4.º | Pierpaolo Ficara  | Team Sapura Cycling              | + 1 min 17 s    |
| 5.º | Quentin Pacher    | B&B Hotels-Vital Concept p/b KTM | + 1 min 17 s    |
| 6.º | Cristian Raileanu | Team Sapura Cycling              | + 1 min 40 s    |
| 7.º | Hideto Nakane     | Nippo-Delko One Provence         | + 1 min 56 s    |
| 8.º | Lorenzo Fortunato | Vini Zabù-KTM                    | + 2 min 00 s    |
| 9.º | Yevgueni Fiodorov | Vino-Astana Motors               | + 2 min 07 s    |
| 10.º | Carlos Quintero   | Terengganu Inc-TSG Cycling Team  | + 2 min 07 s    |

| \| Clasificación general \| Clasificación general \| Clasificación general \| Clasificación general \| Clasificación general \| \| Ciclista \| Ciclista \| Equipo \| Tiempo \| \| \| --------------------- \| -------------------------- \| -------------------------------- \| --------------------- \| --------------------- \| \| 1.º \| Danilo Celano \| Team Sapura Cycling \| 14 h 08 min 28 s \| \| \| 2.º \| Yevgueni Fiodorov \| Vino-Astana Motors \| + 30 s \| \| \| 3.º \| Artiom Ovechkin \| Terengganu Inc-TSG Cycling Team \| + 35 s \| \| \| 4.º \| Quentin Pacher \| B&B Hotels-Vital Concept p/b KTM \| + 1 min 13 s \| \| \| 5.º \| Pierpaolo Ficara \| Team Sapura Cycling \| + 1 min 13 s \| \| \| 6.º \| Cristian Raileanu \| Team Sapura Cycling \| + 1 min 36 s \| \| \| 7.º \| Hideto Nakane \| Nippo-Delko One Provence \| + 1 min 52 s \| \| \| 8.º \| Lorenzo Fortunato \| Vini Zabù-KTM \| + 1 min 56 s \| \| \| 9.º \| Carlos Quintero \| Terengganu Inc-TSG Cycling Team \| + 2 min 03 s \| \| \| 10.º \| Francesco Manuel Bongiorno \| Vini Zabù-KTM \| + 2 min 16 s \| \| |                            |                                  |                  |
| |                            |                                  |                  |
| Fuente: ProCyclingStats |                            |                                  |                  |
| Clasificación general |                            |                                  |                  |
| Ciclista | Ciclista                   | Equipo                           | Tiempo           |
| 1.º | Danilo Celano              | Team Sapura Cycling              | 14 h 08 min 28 s |
| 2.º | Yevgueni Fiodorov          | Vino-Astana Motors               | + 30 s           |
| 3.º | Artiom Ovechkin            | Terengganu Inc-TSG Cycling Team  | + 35 s           |
| 4.º | Quentin Pacher             | B&B Hotels-Vital Concept p/b KTM | + 1 min 13 s     |
| 5.º | Pierpaolo Ficara           | Team Sapura Cycling              | + 1 min 13 s     |
| 6.º | Cristian Raileanu          | Team Sapura Cycling              | + 1 min 36 s     |
| 7.º | Hideto Nakane              | Nippo-Delko One Provence         | + 1 min 52 s     |
| 8.º | Lorenzo Fortunato          | Vini Zabù-KTM                    | + 1 min 56 s     |
| 9.º | Carlos Quintero            | Terengganu Inc-TSG Cycling Team  | + 2 min 03 s     |
| 10.º | Francesco Manuel Bongiorno | Vini Zabù-KTM                    | + 2 min 16 s     |

### 5.ª etapa
| Kuala Kubu Bharu - Ipoh | etapa escarpada | (165,8 km) |

| \| Clasificación de la etapa \| Clasificación de la etapa \| Clasificación de la etapa \| Clasificación de la etapa \| Clasificación de la etapa \| \| Ciclista \| Ciclista \| Equipo \| Tiempo \| \| \| ------------------------- \| ------------------------- \| ------------------------------- \| ------------------------- \| ------------------------- \| \| 1.º \| Mohd Harrif Saleh \| Terengganu Inc-TSG Cycling Team \| 3 h 39 min 42 s \| \| \| 2.º \| Max Walscheid \| NTT Pro Cycling \| + 0 s \| \| \| 3.º \| Matteo Pelucchi \| Bardiani CSF Faizanè \| + 0 s \| \| \| 4.º \| André Looij \| SSOIS Miogee Cycling Team \| + 0 s \| \| \| 5.º \| Taj Jones \| ARA Pro Racing Sunshine Coast \| + 0 s \| \| \| 6.º \| Luca Pacioni \| Androni Giocattoli-Sidermec \| + 0 s \| \| \| 7.º \| Ahmet Örken \| Team Sapura Cycling \| + 0 s \| \| \| 8.º \| Tristan Ward \| Team BridgeLane \| + 0 s \| \| \| 9.º \| Anuar Manan \| Malasia \| + 0 s \| \| \| 10.º \| Gleb Brussenskiy \| Vino-Astana Motors \| + 0 s \| \| |                   |                                 |                 |
| |                   |                                 |                 |
| Fuente: ProCyclingStats |                   |                                 |                 |
| Clasificación de la etapa |                   |                                 |                 |
| Ciclista | Ciclista          | Equipo                          | Tiempo          |
| 1.º | Mohd Harrif Saleh | Terengganu Inc-TSG Cycling Team | 3 h 39 min 42 s |
| 2.º | Max Walscheid     | NTT Pro Cycling                 | + 0 s           |
| 3.º | Matteo Pelucchi   | Bardiani CSF Faizanè            | + 0 s           |
| 4.º | André Looij       | SSOIS Miogee Cycling Team       | + 0 s           |
| 5.º | Taj Jones         | ARA Pro Racing Sunshine Coast   | + 0 s           |
| 6.º | Luca Pacioni      | Androni Giocattoli-Sidermec     | + 0 s           |
| 7.º | Ahmet Örken       | Team Sapura Cycling             | + 0 s           |
| 8.º | Tristan Ward      | Team BridgeLane                 | + 0 s           |
| 9.º | Anuar Manan       | Malasia                         | + 0 s           |
| 10.º | Gleb Brussenskiy  | Vino-Astana Motors              | + 0 s           |

| \| Clasificación general \| Clasificación general \| Clasificación general \| Clasificación general \| Clasificación general \| \| Ciclista \| Ciclista \| Equipo \| Tiempo \| \| \| --------------------- \| -------------------------- \| -------------------------------- \| --------------------- \| --------------------- \| \| 1.º \| Danilo Celano \| Team Sapura Cycling \| 17 h 48 min 10 s \| \| \| 2.º \| Yevgueni Fiodorov \| Vino-Astana Motors \| + 30 s \| \| \| 3.º \| Artiom Ovechkin \| Terengganu Inc-TSG Cycling Team \| + 35 s \| \| \| 4.º \| Quentin Pacher \| B&B Hotels-Vital Concept p/b KTM \| + 1 min 13 s \| \| \| 5.º \| Pierpaolo Ficara \| Team Sapura Cycling \| + 1 min 13 s \| \| \| 6.º \| Cristian Raileanu \| Team Sapura Cycling \| + 1 min 36 s \| \| \| 7.º \| Hideto Nakane \| Nippo-Delko One Provence \| + 1 min 52 s \| \| \| 8.º \| Lorenzo Fortunato \| Vini Zabù-KTM \| + 1 min 56 s \| \| \| 9.º \| Carlos Quintero \| Terengganu Inc-TSG Cycling Team \| + 2 min 03 s \| \| \| 10.º \| Francesco Manuel Bongiorno \| Vini Zabù-KTM \| + 2 min 16 s \| \| |                            |                                  |                  |
| |                            |                                  |                  |
| Fuente: ProCyclingStats |                            |                                  |                  |
| Clasificación general |                            |                                  |                  |
| Ciclista | Ciclista                   | Equipo                           | Tiempo           |
| 1.º | Danilo Celano              | Team Sapura Cycling              | 17 h 48 min 10 s |
| 2.º | Yevgueni Fiodorov          | Vino-Astana Motors               | + 30 s           |
| 3.º | Artiom Ovechkin            | Terengganu Inc-TSG Cycling Team  | + 35 s           |
| 4.º | Quentin Pacher             | B&B Hotels-Vital Concept p/b KTM | + 1 min 13 s     |
| 5.º | Pierpaolo Ficara           | Team Sapura Cycling              | + 1 min 13 s     |
| 6.º | Cristian Raileanu          | Team Sapura Cycling              | + 1 min 36 s     |
| 7.º | Hideto Nakane              | Nippo-Delko One Provence         | + 1 min 52 s     |
| 8.º | Lorenzo Fortunato          | Vini Zabù-KTM                    | + 1 min 56 s     |
| 9.º | Carlos Quintero            | Terengganu Inc-TSG Cycling Team  | + 2 min 03 s     |
| 10.º | Francesco Manuel Bongiorno | Vini Zabù-KTM                    | + 2 min 16 s     |

### 6.ª etapa
| Taiping - isla de Penang | etapa llana | (151,3 km) |

| \| Clasificación de la etapa \| Clasificación de la etapa \| Clasificación de la etapa \| Clasificación de la etapa \| Clasificación de la etapa \| \| Ciclista \| Ciclista \| Equipo \| Tiempo \| \| \| ------------------------- \| -------------------------- \| ---------------------------------- \| ------------------------- \| ------------------------- \| \| 1.º \| Hideto Nakane \| Nippo-Delko One Provence \| 3 h 29 min 15 s \| \| \| 2.º \| Gleb Brussenskiy \| Vino-Astana Motors \| + 0 s \| \| \| 3.º \| Samuele Battistella \| NTT Pro Cycling \| + 4 s \| \| \| 4.º \| Quentin Pacher \| B&B Hotels-Vital Concept p/b KTM \| + 4 s \| \| \| 5.º \| Carlos Quintero \| Terengganu Inc-TSG Cycling Team \| + 4 s \| \| \| 6.º \| Michael Vink \| St George Continental Cycling Team \| + 4 s \| \| \| 7.º \| Pierpaolo Ficara \| Team Sapura Cycling \| + 4 s \| \| \| 8.º \| Metkel Eyob \| Terengganu Inc-TSG Cycling Team \| + 4 s \| \| \| 9.º \| Ahmad Yoga Ilham Firdaus \| Mula Cycling Team \| + 4 s \| \| \| 10.º \| Francesco Manuel Bongiorno \| Vini Zabù-KTM \| + 4 s \| \| |                            |                                    |                 |
| |                            |                                    |                 |
| Fuente: ProCyclingStats |                            |                                    |                 |
| Clasificación de la etapa |                            |                                    |                 |
| Ciclista | Ciclista                   | Equipo                             | Tiempo          |
| 1.º | Hideto Nakane              | Nippo-Delko One Provence           | 3 h 29 min 15 s |
| 2.º | Gleb Brussenskiy           | Vino-Astana Motors                 | + 0 s           |
| 3.º | Samuele Battistella        | NTT Pro Cycling                    | + 4 s           |
| 4.º | Quentin Pacher             | B&B Hotels-Vital Concept p/b KTM   | + 4 s           |
| 5.º | Carlos Quintero            | Terengganu Inc-TSG Cycling Team    | + 4 s           |
| 6.º | Michael Vink               | St George Continental Cycling Team | + 4 s           |
| 7.º | Pierpaolo Ficara           | Team Sapura Cycling                | + 4 s           |
| 8.º | Metkel Eyob                | Terengganu Inc-TSG Cycling Team    | + 4 s           |
| 9.º | Ahmad Yoga Ilham Firdaus   | Mula Cycling Team                  | + 4 s           |
| 10.º | Francesco Manuel Bongiorno | Vini Zabù-KTM                      | + 4 s           |

| \| Clasificación general \| Clasificación general \| Clasificación general \| Clasificación general \| Clasificación general \| \| Ciclista \| Ciclista \| Equipo \| Tiempo \| \| \| --------------------- \| -------------------------- \| -------------------------------- \| --------------------- \| --------------------- \| \| 1.º \| Danilo Celano \| Team Sapura Cycling \| 21 h 17 min 33 s \| \| \| 2.º \| Yevgueni Fiodorov \| Vino-Astana Motors \| + 26 s \| \| \| 3.º \| Artiom Ovechkin \| Terengganu Inc-TSG Cycling Team \| + 35 s \| \| \| 4.º \| Pierpaolo Ficara \| Team Sapura Cycling \| + 1 min 07 s \| \| \| 5.º \| Quentin Pacher \| B&B Hotels-Vital Concept p/b KTM \| + 1 min 09 s \| \| \| 6.º \| Hideto Nakane \| Nippo-Delko One Provence \| + 1 min 34 s \| \| \| 7.º \| Cristian Raileanu \| Team Sapura Cycling \| + 1 min 36 s \| \| \| 8.º \| Lorenzo Fortunato \| Vini Zabù-KTM \| + 1 min 56 s \| \| \| 9.º \| Carlos Quintero \| Terengganu Inc-TSG Cycling Team \| + 1 min 59 s \| \| \| 10.º \| Francesco Manuel Bongiorno \| Vini Zabù-KTM \| + 2 min 12 s \| \| |                            |                                  |                  |
| |                            |                                  |                  |
| Fuente: ProCyclingStats |                            |                                  |                  |
| Clasificación general |                            |                                  |                  |
| Ciclista | Ciclista                   | Equipo                           | Tiempo           |
| 1.º | Danilo Celano              | Team Sapura Cycling              | 21 h 17 min 33 s |
| 2.º | Yevgueni Fiodorov          | Vino-Astana Motors               | + 26 s           |
| 3.º | Artiom Ovechkin            | Terengganu Inc-TSG Cycling Team  | + 35 s           |
| 4.º | Pierpaolo Ficara           | Team Sapura Cycling              | + 1 min 07 s     |
| 5.º | Quentin Pacher             | B&B Hotels-Vital Concept p/b KTM | + 1 min 09 s     |
| 6.º | Hideto Nakane              | Nippo-Delko One Provence         | + 1 min 34 s     |
| 7.º | Cristian Raileanu          | Team Sapura Cycling              | + 1 min 36 s     |
| 8.º | Lorenzo Fortunato          | Vini Zabù-KTM                    | + 1 min 56 s     |
| 9.º | Carlos Quintero            | Terengganu Inc-TSG Cycling Team  | + 1 min 59 s     |
| 10.º | Francesco Manuel Bongiorno | Vini Zabù-KTM                    | + 2 min 12 s     |

### 7.ª etapa
| Bagan Datoh - Alor Setar | etapa escarpada | (130,4 km) |

| \| Clasificación de la etapa \| Clasificación de la etapa \| Clasificación de la etapa \| Clasificación de la etapa \| Clasificación de la etapa \| \| Ciclista \| Ciclista \| Equipo \| Tiempo \| \| \| ------------------------- \| ------------------------- \| ------------------------------- \| ------------------------- \| ------------------------- \| \| 1.º \| Mohd Harrif Saleh \| Terengganu Inc-TSG Cycling Team \| 2 h 53 min 17 s \| \| \| 2.º \| Matteo Pelucchi \| Bardiani CSF Faizanè \| + 0 s \| \| \| 3.º \| Taj Jones \| ARA Pro Racing Sunshine Coast \| + 0 s \| \| \| 4.º \| Riccardo Minali \| Nippo-Delko One Provence \| + 0 s \| \| \| 5.º \| Luca Pacioni \| Androni Giocattoli-Sidermec \| + 0 s \| \| \| 6.º \| Giovanni Lonardi \| Bardiani CSF Faizanè \| + 0 s \| \| \| 7.º \| Mohamad Izzat Abdul Halil \| Malasia \| + 0 s \| \| \| 8.º \| Tristan Ward \| Team BridgeLane \| + 0 s \| \| \| 9.º \| Kakeru Omae \| Aisan Racing Team \| + 0 s \| \| \| 10.º \| Ahmet Örken \| Team Sapura Cycling \| + 0 s \| \| |                           |                                 |                 |
| |                           |                                 |                 |
| Fuente: ProCyclingStats |                           |                                 |                 |
| Clasificación de la etapa |                           |                                 |                 |
| Ciclista | Ciclista                  | Equipo                          | Tiempo          |
| 1.º | Mohd Harrif Saleh         | Terengganu Inc-TSG Cycling Team | 2 h 53 min 17 s |
| 2.º | Matteo Pelucchi           | Bardiani CSF Faizanè            | + 0 s           |
| 3.º | Taj Jones                 | ARA Pro Racing Sunshine Coast   | + 0 s           |
| 4.º | Riccardo Minali           | Nippo-Delko One Provence        | + 0 s           |
| 5.º | Luca Pacioni              | Androni Giocattoli-Sidermec     | + 0 s           |
| 6.º | Giovanni Lonardi          | Bardiani CSF Faizanè            | + 0 s           |
| 7.º | Mohamad Izzat Abdul Halil | Malasia                         | + 0 s           |
| 8.º | Tristan Ward              | Team BridgeLane                 | + 0 s           |
| 9.º | Kakeru Omae               | Aisan Racing Team               | + 0 s           |
| 10.º | Ahmet Örken               | Team Sapura Cycling             | + 0 s           |

| \| Clasificación general \| Clasificación general \| Clasificación general \| Clasificación general \| Clasificación general \| \| Ciclista \| Ciclista \| Equipo \| Tiempo \| \| \| --------------------- \| -------------------------- \| -------------------------------- \| --------------------- \| --------------------- \| \| 1.º \| Danilo Celano \| Team Sapura Cycling \| 24 h 10 min 50 s \| \| \| 2.º \| Yevgueni Fiodorov \| Vino-Astana Motors \| + 26 s \| \| \| 3.º \| Artiom Ovechkin \| Terengganu Inc-TSG Cycling Team \| + 35 s \| \| \| 4.º \| Pierpaolo Ficara \| Team Sapura Cycling \| + 1 min 07 s \| \| \| 5.º \| Quentin Pacher \| B&B Hotels-Vital Concept p/b KTM \| + 1 min 09 s \| \| \| 6.º \| Hideto Nakane \| Nippo-Delko One Provence \| + 1 min 34 s \| \| \| 7.º \| Cristian Raileanu \| Team Sapura Cycling \| + 1 min 36 s \| \| \| 8.º \| Lorenzo Fortunato \| Vini Zabù-KTM \| + 1 min 56 s \| \| \| 9.º \| Carlos Quintero \| Terengganu Inc-TSG Cycling Team \| + 1 min 59 s \| \| \| 10.º \| Francesco Manuel Bongiorno \| Vini Zabù-KTM \| + 2 min 12 s \| \| |                            |                                  |                  |
| |                            |                                  |                  |
| Fuente: ProCyclingStats |                            |                                  |                  |
| Clasificación general |                            |                                  |                  |
| Ciclista | Ciclista                   | Equipo                           | Tiempo           |
| 1.º | Danilo Celano              | Team Sapura Cycling              | 24 h 10 min 50 s |
| 2.º | Yevgueni Fiodorov          | Vino-Astana Motors               | + 26 s           |
| 3.º | Artiom Ovechkin            | Terengganu Inc-TSG Cycling Team  | + 35 s           |
| 4.º | Pierpaolo Ficara           | Team Sapura Cycling              | + 1 min 07 s     |
| 5.º | Quentin Pacher             | B&B Hotels-Vital Concept p/b KTM | + 1 min 09 s     |
| 6.º | Hideto Nakane              | Nippo-Delko One Provence         | + 1 min 34 s     |
| 7.º | Cristian Raileanu          | Team Sapura Cycling              | + 1 min 36 s     |
| 8.º | Lorenzo Fortunato          | Vini Zabù-KTM                    | + 1 min 56 s     |
| 9.º | Carlos Quintero            | Terengganu Inc-TSG Cycling Team  | + 1 min 59 s     |
| 10.º | Francesco Manuel Bongiorno | Vini Zabù-KTM                    | + 2 min 12 s     |

### 8.ª etapa
| Dataran Lang - Kuah | etapa escarpada | (108,5 km) |

| \| Clasificación de la etapa \| Clasificación de la etapa \| Clasificación de la etapa \| Clasificación de la etapa \| Clasificación de la etapa \| \| Ciclista \| Ciclista \| Equipo \| Tiempo \| \| \| ------------------------- \| ---------------------------- \| ----------------------------- \| ------------------------- \| ------------------------- \| \| 1.º \| Max Walscheid \| NTT Pro Cycling \| 2 h 29 min 08 s \| \| \| 2.º \| Luca Pacioni \| Androni Giocattoli-Sidermec \| + 0 s \| \| \| 3.º \| Taj Jones \| ARA Pro Racing Sunshine Coast \| + 0 s \| \| \| 4.º \| Danieal Haikal Eddy Suhaidee \| Malasia \| + 0 s \| \| \| 5.º \| Gleb Brussenskiy \| Vino-Astana Motors \| + 0 s \| \| \| 7.º \| Bernard Van Aert \| Mula Cycling Team \| + 0 s \| \| \| 8.º \| Giovanni Lonardi \| Bardiani CSF Faizanè \| + 0 s \| \| \| 9.º \| Keigo Kusaba \| Aisan Racing Team \| + 0 s \| \| \| 10.º \| Pierpaolo Ficara \| Team Sapura Cycling \| + 0 s \| \| |                              |                               |                 |
| |                              |                               |                 |
| Fuente: ProCyclingStats |                              |                               |                 |
| Clasificación de la etapa |                              |                               |                 |
| Ciclista | Ciclista                     | Equipo                        | Tiempo          |
| 1.º | Max Walscheid                | NTT Pro Cycling               | 2 h 29 min 08 s |
| 2.º | Luca Pacioni                 | Androni Giocattoli-Sidermec   | + 0 s           |
| 3.º | Taj Jones                    | ARA Pro Racing Sunshine Coast | + 0 s           |
| 4.º | Danieal Haikal Eddy Suhaidee | Malasia                       | + 0 s           |
| 5.º | Gleb Brussenskiy             | Vino-Astana Motors            | + 0 s           |
| 7.º | Bernard Van Aert             | Mula Cycling Team             | + 0 s           |
| 8.º | Giovanni Lonardi             | Bardiani CSF Faizanè          | + 0 s           |
| 9.º | Keigo Kusaba                 | Aisan Racing Team             | + 0 s           |
| 10.º | Pierpaolo Ficara             | Team Sapura Cycling           | + 0 s           |

## Clasificaciones finales
- Las clasificaciones finalizaron de la siguiente forma:[4]

### Clasificación general
| \| Clasificación general \| Clasificación general \| Clasificación general \| Clasificación general \| Clasificación general \| \| Ciclista \| Ciclista \| Equipo \| Tiempo \| \| \| --------------------- \| -------------------------- \| -------------------------------- \| --------------------- \| --------------------- \| \| 1.º \| Danilo Celano \| Team Sapura Cycling \| 26 h 39 min 58 s \| \| \| 2.º \| Yevgueni Fiodorov \| Vino-Astana Motors \| + 26 s \| \| \| 3.º \| Artiom Ovechkin \| Terengganu Inc-TSG Cycling Team \| + 35 s \| \| \| 4.º \| Pierpaolo Ficara \| Team Sapura Cycling \| + 1 min 07 s \| \| \| 5.º \| Quentin Pacher \| B&B Hotels-Vital Concept p/b KTM \| + 1 min 09 s \| \| \| 6.º \| Hideto Nakane \| Nippo-Delko One Provence \| + 1 min 34 s \| \| \| 7.º \| Cristian Raileanu \| Team Sapura Cycling \| + 1 min 36 s \| \| \| 8.º \| Lorenzo Fortunato \| Vini Zabù-KTM \| + 1 min 56 s \| \| \| 9.º \| Carlos Quintero \| Terengganu Inc-TSG Cycling Team \| + 1 min 59 s \| \| \| 10.º \| Francesco Manuel Bongiorno \| Vini Zabù-KTM \| + 2 min 12 s \| \| |                            |                                  |                  |
| |                            |                                  |                  |
| Fuente: ProCyclingStats |                            |                                  |                  |
| Clasificación general |                            |                                  |                  |
| Ciclista | Ciclista                   | Equipo                           | Tiempo           |
| 1.º | Danilo Celano              | Team Sapura Cycling              | 26 h 39 min 58 s |
| 2.º | Yevgueni Fiodorov          | Vino-Astana Motors               | + 26 s           |
| 3.º | Artiom Ovechkin            | Terengganu Inc-TSG Cycling Team  | + 35 s           |
| 4.º | Pierpaolo Ficara           | Team Sapura Cycling              | + 1 min 07 s     |
| 5.º | Quentin Pacher             | B&B Hotels-Vital Concept p/b KTM | + 1 min 09 s     |
| 6.º | Hideto Nakane              | Nippo-Delko One Provence         | + 1 min 34 s     |
| 7.º | Cristian Raileanu          | Team Sapura Cycling              | + 1 min 36 s     |
| 8.º | Lorenzo Fortunato          | Vini Zabù-KTM                    | + 1 min 56 s     |
| 9.º | Carlos Quintero            | Terengganu Inc-TSG Cycling Team  | + 1 min 59 s     |
| 10.º | Francesco Manuel Bongiorno | Vini Zabù-KTM                    | + 2 min 12 s     |

### Clasificación por puntos
| Clasificación por puntos | Clasificación por puntos | Clasificación por puntos        | Clasificación por puntos | Clasificación por puntos |
| Ciclista                 | Ciclista                 | Equipo                          | Puntos                   |                          |
| ------------------------ | ------------------------ | ------------------------------- | ------------------------ | ------------------------ |
| 1.º                      | Max Walscheid            | NTT Pro Cycling                 | 65 pts                   |                          |
| 2.º                      | Taj Jones                | ARA Pro Racing Sunshine Coast   | 55 pts                   |                          |
| 3.º                      | Mohd Harrif Saleh        | Terengganu Inc-TSG Cycling Team | 44 pts                   |                          |
| 4.º                      | Matteo Pelucchi          | Bardiani CSF Faizanè            | 32 pts                   |                          |
| 5.º                      | Luca Pacioni             | Androni Giocattoli-Sidermec     | 30 pts                   |                          |

### Clasificación de la montaña
| Clasificación de la montaña | Clasificación de la montaña | Clasificación de la montaña      | Clasificación de la montaña | Clasificación de la montaña |
| Ciclista                    | Ciclista                    | Equipo                           | Puntos                      |                             |
| --------------------------- | --------------------------- | -------------------------------- | --------------------------- | --------------------------- |
| 1.º                         | Nur Aiman Zariff            | Team Sapura Cycling              | 34 pts                      |                             |
| 2.º                         | Quentin Pacher              | B&B Hotels-Vital Concept p/b KTM | 23 pts                      |                             |
| 3.º                         | Samuele Battistella         | NTT Pro Cycling                  | 18 pts                      |                             |
| 4.º                         | Kevin Rivera                | Androni Giocattoli-Sidermec      | 15 pts                      |                             |
| 5.º                         | Rylee Field                 | Team BridgeLane                  | 14 pts                      |                             |

### Clasificación por equipos
| Clasificación por equipos | Clasificación por equipos         | Clasificación por equipos | Clasificación por equipos |
| Equipo                    | Equipo                            | Tiempo                    |                           |
| ------------------------- | --------------------------------- | ------------------------- | ------------------------- |
| 1.º                       | Sapura                            | 80 h 02 min 45 s          |                           |
| 2.º                       | Terengganu Inc-TSG Cycling Team   | + 4 min 44 s              |                           |
| 3.º                       | Thailand Continental Cycling Team | + 9 min 24 s              |                           |

## Evolución de las clasificaciones
| Etapa                   | Vencedor                | Clasificación general | Clasificación de la montaña | Clasificación de los puntos | Clasificación por equipos |
| ----------------------- | ----------------------- | --------------------- | --------------------------- | --------------------------- | ------------------------- |
| 1.ª                     | Yevgeniy Fedorov        | Yevgeniy Fedorov      | no otorgado                 | Yevgeniy Fedorov            | Vino-Astana Motors        |
| 2.ª                     | Taj Jones               | Yevgeniy Fedorov      | no otorgado                 | Yevgeniy Fedorov            | Vino-Astana Motors        |
| 3.ª                     | Max Walscheid           | Yevgeniy Fedorov      | Nur Aiman Zariff            | Max Walscheid               | Vino-Astana Motors        |
| 4.ª                     | Kevin Rivera            | Danilo Celano         | Nur Aiman Zariff            | Max Walscheid               | Sapura                    |
| 5.ª                     | Mohd Harrif Saleh       | Danilo Celano         | Nur Aiman Zariff            | Max Walscheid               | Sapura                    |
| 6.ª                     | Hideto Nakane           | Danilo Celano         | Nur Aiman Zariff            | Max Walscheid               | Sapura                    |
| 7.ª                     | Mohd Harrif Saleh       | Danilo Celano         | Nur Aiman Zariff            | Max Walscheid               | Sapura                    |
| 8.ª                     | Max Walscheid           | Danilo Celano         | Nur Aiman Zariff            | Max Walscheid               | Sapura                    |
| Clasificaciones finales | Clasificaciones finales | Danilo Celano         | Nur Aiman Zariff            | Max Walscheid               | Sapura                    |

## UCI World Ranking
El Tour de Langkawi otorgó puntos para el UCI World Ranking para corredores de los equipos en las categorías UCI WorldTeam, UCI ProTeam y Continental. Las siguientes tablas son el baremo de puntuación y los 10 corredores que obtuvieron más puntos:
| Posición              | 1.º | 2.º | 3.º | 4.º | 5.º | 6.º | 7.º | 8.º | 9.º | 10.º | 11.º | 12.º | 13.º | 14.º | 15.º | 16.º-30.º | 31.º-40.º |
| Clasificación general | 200 | 150 | 125 | 100 | 85  | 70  | 60  | 50  | 40  | 35   | 30   | 25   | 20   | 15   | 10   | 5         | 3         |
| Por etapa             | 20  | 10  | 5   |     |     |     |     |     |     |      |      |      |      |      |      |           |           |
| Líder                 | 5   |     |     |     |     |     |     |     |     |      |      |      |      |      |      |           |           |

| Clasificación |                   |                                  |         |       |       |       |
| Posición      | Ciclista          | Equipo                           | General | Etapa | Líder | Total |
| ------------- | ----------------- | -------------------------------- | ------- | ----- | ----- | ----- |
| 1.º           | Danilo Celano     | Sapura                           | 200     | 10    | 20    | 230   |
| 2.º           | Yevgeniy Fedorov  | Vino-Astana Motors               | 150     | 20    | 15    | 185   |
| 3.º           | Artem Ovechkin    | Terengganu Inc-TSG               | 125     | 5     | -     | 130   |
| 4.º           | Pierpaolo Ficara  | Sapura                           | 100     | -     | -     | 100   |
| 5.º           | Hideto Nakane     | NIPPO DELKO One Provence         | 70      | 20    | -     | 90    |
| 6.º           | Quentin Pacher    | B&B Hotels-Vital Concept p/b KTM | 85      | -     | -     | 85    |
| 7.º           | Cristian Raileanu | Sapura                           | 60      | -     | -     | 60    |
| 8.º           | Max Walscheid     | NTT                              | -       | 60    | -     | 60    |
| 9.º           | Lorenzo Fortunato | Vini Zabù-KTM                    | 50      | -     | -     | 50    |
| 10.º          | Carlos Quintero   | Terengganu Inc-TSG               | 40      | -     | -     | 40    |